# Gino Paoli (album)
Gino Paoli è il primo album del noto omonimo cantautore, pubblicato e distribuito nel 1961 dall'etichetta Dischi Ricordi (catalogo MRL 6006).

## Il disco
La prima facciata include tutti brani eseguiti col solo accompagnamento di pianoforte e organo, diversi dagli stessi già pubblicati. Sono presenti i due inediti  Lacrime e Un jour tu verras, quest'ultimo eseguito nella versione in italiano pur mantenendo il titolo originale (testo in francese di Marcel Mouloudji).
L'altra facciata è un'antologia di pezzi già pubblicati su 45 giri, con le interpretazioni dell'autore di Il cielo in una stanza, originariamente scritta per Mina, e Senza fine, scritta per Ornella Vanoni (sul lato A), oltre la canzone Un uomo vivo, presentata al Festival di Sanremo 1961 in coppia con Tony Dallara e classificatasi al decimo posto.
Il disco è stato ristampato sempre con copertine diverse, prima nel 1966 (catalogo Ricordi MRP 9023), poi nel 1977 per la linea Dischi Ricordi - Orizzonte (ORL 8055) anche su cassetta (ORK 78055), infine nel 1990 su CD (CDOR 8055).

## Tracce
Testi e musiche di Gino Paoli, salvo diversamente indicato.
Lato A
1. Gli innamorati (sono sempre soli) – 2:55 (edizioni musicali Fama)
2. Me in tutto il mondo – 2:03
3. Un vecchio bambino – 2:22
4. Senza fine – 2:47
5. Volevo averti per me – 2:01
6. Lacrime – 2:54 – Inedito
7. Un jour tu verras (in italiano) – 2:14 (testo: Enzo Luigi Poletto, Giacomo Mario Gili – musica: Georges Van Parys; edizioni musicali Southern) – Inedito

Durata totale: 17:16
Lato B
1. La gatta – 2:16 (edizioni musicali Ritmi e canzoni)
2. Un uomo vivo – 2:50 (edizioni musicali Ricordi) – 10º posto al Festival di Sanremo 1961
3. Maschere – 2:02 (testo: Gino Paoli – musica: Gian Franco Reverberi)
4. Sassi – 4:12 (edizioni musicali Fono Film S.r.l.)
5. In un caffè – 2:11
6. Io vivo nella luna – 2:49 (edizioni musicali Fama)
7. Il cielo in una stanza – 2:04 (edizioni musicali Fama)
8. Grazie – 1:58 (edizioni musicali Edir S.r.l.)

Durata totale: 20:22